# بالاشوف
شهر بالاشوف (به روسی: Балашов) در کشور روسیه و در اوبلاست ساراتوف واقع شده‌است.